# Hanna Bachmann
Hanna Bachmann (Vorarlberg, Austria; 25 de agosto de 1993) es una pianista austriaca.  Se ha presentado en 10 países.

## Trayectoria
Hanna Bachmann realiza constantes presentaciones no sólo en Austria, sino también en Alemania, Hungría, Croacia, Italia, el Reino Unido, Eslovaquia, los Países Bajos, el Principado de Liechtenstein y Suiza. Se ha presentado en la Beethovenhaus Bonn, en el Beethovenfest, Beethoven@home y en el Campus de Beethoven. Hanna también ha llevado a cabo varias apariciones como solista y con música de cámara como invitada de bienvenida en el ciclo Blüthner en Viena y en el Festival de Verano de Semmering. Recientemente se presentó en la temporada 18/19 como solista de la Sinfonietta Vorarlberg a la batuta de Tibor Bényi, en la Filarmónica de Berlín y en el Festival del Lago Constanza.
En 2018 debutó en México como solista con la Orquesta Sinfónica de San Luis Potosí bajo la batuta de José Miramontes Zapata. Ha otorgado clases magistrales en la Facultad de Música de la Universidad Nacional Autónoma de México (UNAM). En 2019 llevó a cabo una gira en Nueva York, Washington, Ottawa y Quebec.
En la temporada 19/20 participó en Festival de Verano de Semmering y regresó a México como solista con el Concierto para Piano de Clara Schumann con la Orquesta Sinfónica de San Luis Potosí, pieza a la que dedicó el 2019 con motivo del bicentenario de la compositora. Actuó junto a la Orquesta Sinfónica Juvenil Dornbirn bajo la batuta de Ivo Warenitsch, presentó recitales en Berlín, Budapest, Londres y tuvo lugar su debut en Israel.
Formó parte de la temporada de reapertura del Musikverein en 2020, luego del cierre total debido a la pandemia por COVID-19. Ese mismo año presentó el recital inaugural y el concierto de clausura —junto a la OSSLP— de la Fiesta Mexicana de Arte, festival digital presentado en junio del 2020 por la revista Mexicana de Arte en el que participaron personalidades como María Katzarava, Horacio Franco, Pablo García-López, Verónica Villarroel, Morganna Love y jóvenes pianistas como Oriana Kemelmajer y Mario Ramírez.

## Discografía
- Janáček, Beethoven, Ullmann & Schumann: Piano Sonatas (2016 bajo el sello alemán TYXart, distribuido por Naxos of America)[16][17][18]
- Plaisanteries (2018 bajo el sello austriaco Gramola)[19][20]